# Ramón Rodrigo de Freitas
Ramón Rodrigo de Freitas, mais conhecido como Ramón (Belo Horizonte, 7 de abril de 1983), é um ex-futebolista brasileiro que atuava como meia e atacante.

## Carreira
Começou sua carreira nas categorias de base do América (MG).
Em 2006, assinou contrato com o Grêmio.
Em 2008, foi emprestado à Portuguesa.
Em 20 de maio de 2008, foi apresentado pelo Figueirense, como novo contratado do clube, emprestado pelo Grêmio. Após o final de seu contrato com o Figueirense, Ramón retornou ao Grêmio e espera propostas de empréstimo, já que não será utilizado no clube gaúcho.
Em fevereiro de 2009, foi contratado pelo Coritiba.

## Conquistas
Grêmio
- Campeonato Gaúcho: 2006, 2007
- Copa Libertadores da América: vice-campeão[3]

Coritiba
- Campeonato Paranaense: 2010
- Campeonato Brasileiro - Série B: 2010[4]

Goiás
- Campeonato Goiano: 2012, 2013 e 2015
- Campeonato Brasileiro de Futebol - Série B: 2012